# Xã White Lake, Michigan
Xã White Lake (tiếng Anh: White Lake Township) là một xã thuộc quận Oakland, tiểu bang Michigan, Hoa Kỳ. Năm 2010, dân số của xã này là 30.019 người.